# Damat

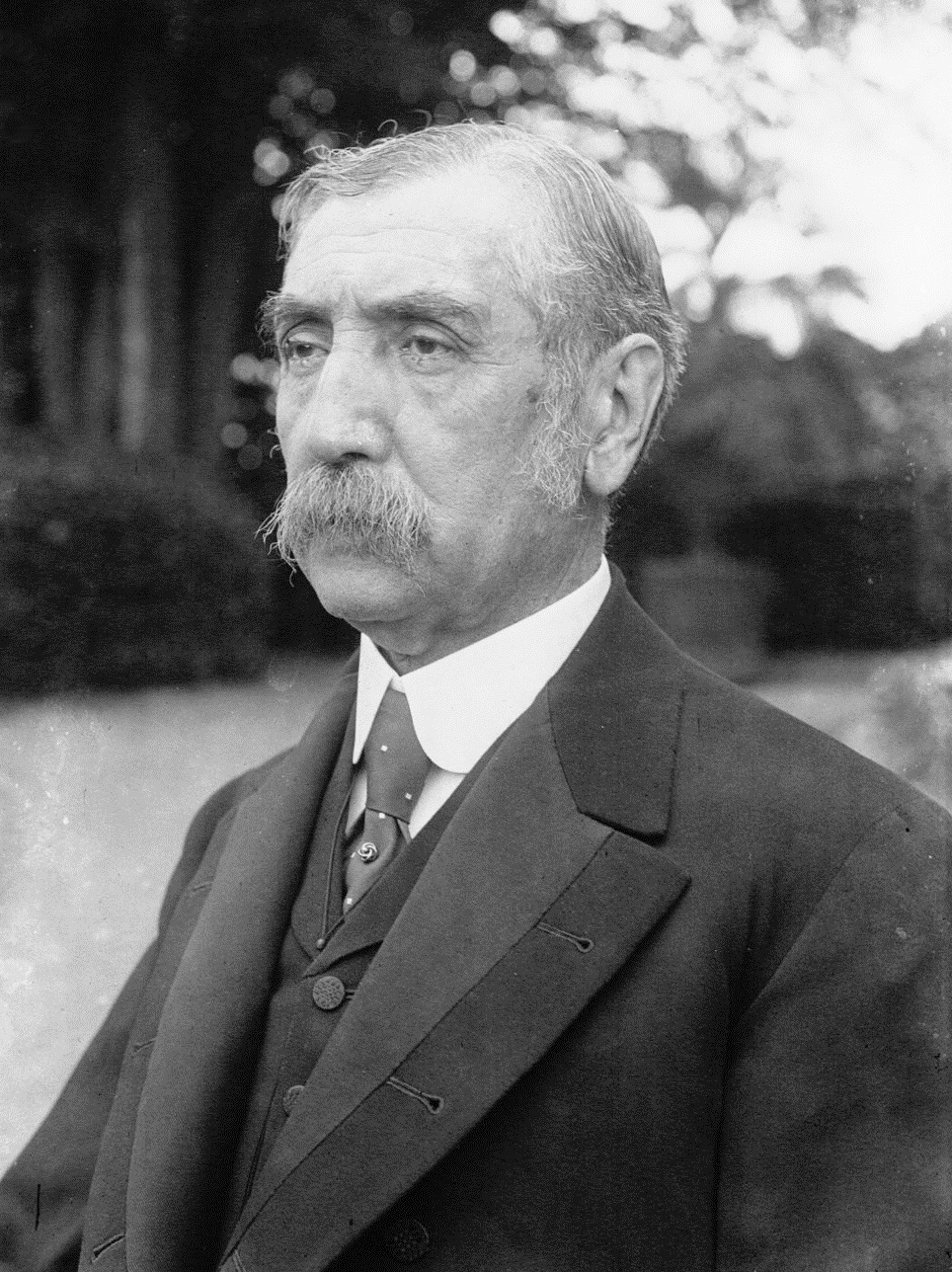
Damat Ferid Paša, velkovezír (1919), manžel princezny Mediha Sultan

Damat (turecky: damat, z perštiny: داماد; ženich) byl oficiální osmanský titul používaný pro muže, kteří se přiženili do Osmanské dynastie, tedy stali se švagrem osmanského sultána. To bylo možné pouze v případě sňatku s osmanskou princeznou.
Mezi švagry osmanské dynastie patřili následující:
- Hersekzade Ahmed Paša, velkovezír (1497–98, 1503–06, 1511, 1512–14, 1515–16)
- Çorlulu Ali Paša, velkovezír (1706–10)
- Silahdar Ali Paša, velkovezír (1713–16)
- Bayram Paša, velkovezír (1637–38)
- Kara Davud Paša, velkovezír (1622)
- Koca Davud Paša, velkovezír (1482–97)
- Ebubekir Paša, kapitán paša (1732–33, 1750–51)
- Enver Paša, ministr války (1913–18)
- Ferid Paša, velkovezír (1919, 1920)
- Halil Paša, velkovezír (1616–19, 1626–28)
- Hasan Paša, velkovezír (1703–04)
- Yemişçi Hasan Paša, velkovezír (1601–03)
- Küçük Hüseyin Paša, kapitán paša (1792–1803)
- Ibrahim Paša, velkovezír (1596, 1596–97, 1599–1601)
- Nevşehirli Ibrahim Paša, velkovezír (1718–30)
- Lütfi Paša, velkovezír (1539–41)
- Ibşir Mustafa Paša, velkovezír (1654–55)
- Kara Mustafa Paša, guvernér Egypta (1623, 1624–26)
- Mehmed Ali Paša, velkovezír (1852–53)
- Öküz Mehmed Paša, velkovezír (1614–16, 1619)
- Gümülcineli Nasuh Paša, velkovezír (1611–14)
- Köprülü Numan Paša, velkovezír (1710)
- Koca Ragıp Paša, velkovezír (1757–63)
- Rüstem Paša, velkovezír (1544–53, 1555–61)